# ГЕС Ретезат
ГЕС Ретезат — гідроелектростанція у західній частині Румунії, в повіті Хунедоара (історичний регіон Трансільванія). Становить верхній ступінь у каскаді на річці Rîul Mare (ліва притока Стрею, який є лівою притокою Мурешу), знаходячись вище за течією від ГЕС Clopotiva.
У процесі спорудження ГЕС, введеної в експлуатацію у 1986 році, річку перекрили кам'яно-накидною греблею із глиняним ядром Gura Apelor висотою 168 метрів та довжиною 464 метри, на спорудження якої пішло 10,3 млн м3 матеріалу. Вона утворила водосховище площею поверхні 3,9 км2 та об'ємом 210 млн м3 (корисний об'єм 200 млн м3), до якого за допомогою підземної водозбірної системи довжиною 30 км також надходить ресурс із цілого ряду потоків північного схилу гірського масиву Ретезат (Lănciţiu, Afluent Rîu Bărbat, Rîu Bărbat, Rîul Alb, Paroşul Mic, Paroş, Beagu, Obîrşia Nucşoarei, Nucşoara, Ciurila, Rîuşor). Система здійснює збір води за допомогою шахт, без побудови допоміжних гребель, та має чотири кульверти для перетину долин. Останні 14 км тунелів проходять під національним парком Ретезат, створення якого викликало коригування первісного проекту в бік зменшення кількості водозаборів.
Від греблі до машинного залу веде тунель довжиною 18,5 км та діаметром 4,9 метра, який на своєму шляху додатково приймає воду із потоків Netis, Bodu та Valea Mare. Після системи із балансуючими камерами (верхньою та нижньою, з'єднаними вертикальною шахтою) він переходить у напірний водовід довжиною 0,8 км із діаметром 3,3 метра. Така схема забезпечує максимальний напір у 582,5 метра. Підземний машинний зал, доступ до якого забезпечує галерея довжиною 200 метрів, знаходиться на глибині 30 метрів під землею та має розміри 65х16 метрів і висоту 41,2 метра. Він обладнаний двома турбінами типу Френсіс із загальною потужністю у 335 МВт. Відпрацьована вода по тунелю потрапляє у прокладений лівобережжям річки канал, на якому розташована ГЕС Clopotiva.
Окрім виробництва електроенергії, гребля Gura Apelor відіграє важливу роль у протиповеневих заходах.